# Bäckbroms
Bäckbroms (Atherix ibis) är en tvåvingeart som först beskrevs av Fabricius 1798.  Bäckbroms ingår i släktet Atherix och familjen bäckflugor. Arten är reproducerande i Sverige. Inga underarter finns listade i Catalogue of Life.

## Bildgalleri

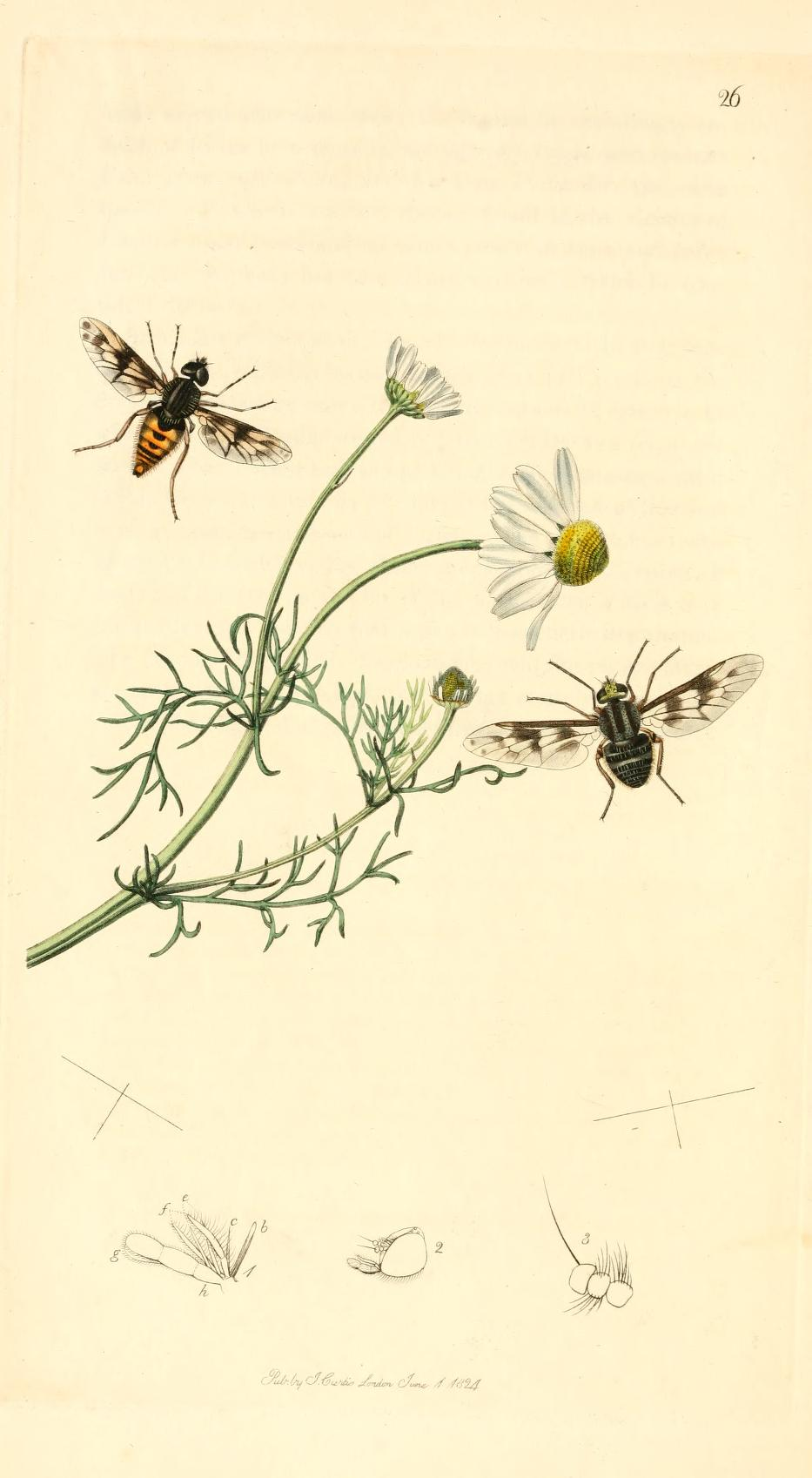